# (32831) 1992 DA12
1992 DA12 (asteroide 32831) é um asteroide da cintura principal. Possui uma excentricidade de 0.10583240 e uma inclinação de 0.36264º.
Este asteroide foi descoberto no dia 29 de fevereiro de 1992 por Spacewatch em Kitt Peak.